# Premier League de Escocia 2008-09
La temporada 2008-09 fue la 112.ª edición del Campeonato escocés de fútbol y la 11.ª edición como Premier League de Escocia, la división más importante del fútbol escocés. La competencia comenzó el 9 de agosto de 2008 y concluyó con la conquista del Glasgow Rangers de su 52.º título de liga.

## Equipos y estadios
| Club                | Ciudad     | Estadio             | Capacidad |
| ------------------- | ---------- | ------------------- | --------- |
| Aberdeen            | Aberdeen   | Pittodrie Stadium   | 22.199    |
| Celtic              | Glasgow    | Celtic Park         | 60.837    |
| Dundee United       | Dundee     | Tannadice Park      | 14.209    |
| Falkirk             | Falkirk    | Falkirk Stadium     | 9.200     |
| Hamilton Academical | Hamilton   | New Douglas Park    | 6.000     |
| Heart of Midlothian | Edimburgo  | Tynecastle Stadium  | 17.420    |
| Hibernian           | Edimburgo  | Easter Road Stadium | 20.421    |
| Inverness CT        | Inverness  | Caledonian Stadium  | 7.918     |
| Kilmarnock          | Kilmarnock | Rugby Park          | 18.128    |
| Motherwell          | Motherwell | Fir Park            | 13.742    |
| Rangers             | Glasgow    | Ibrox Stadium       | 51.082    |
| Saint Mirren        | Paisley    | Saint Mirren Park   | 8.023     |

## Tabla de posiciones
| Pos | Equipo                  | PJ | PG | PE | PP | GF | GC | GA  | Pts |
| --- | ----------------------- | -- | -- | -- | -- | -- | -- | --- | --- |
| 1.  | Rangers                 | 38 | 26 | 8  | 4  | 77 | 28 | +49 | 86  |
| 2.  | Celtic Glasgow          | 38 | 24 | 10 | 4  | 80 | 33 | +47 | 82  |
| 3.  | Heart of Midlothian     | 38 | 16 | 11 | 11 | 40 | 37 | +3  | 59  |
| 4.  | Aberdeen                | 38 | 14 | 11 | 13 | 41 | 40 | +1  | 53  |
| 5.  | Dundee United           | 38 | 13 | 11 | 14 | 47 | 50 | -3  | 53  |
| 6.  | Motherwell              | 38 | 13 | 9  | 16 | 46 | 51 | -5  | 48  |
|     |                         |    |    |    |    |    |    |     |     |
| 7.  | Hibernian               | 38 | 11 | 14 | 13 | 42 | 46 | -4  | 47  |
| 8.  | Kilmarnock              | 38 | 9  | 7  | 18 | 32 | 45 | -13 | 44  |
| 9.  | Hamilton Academical (A) | 38 | 11 | 4  | 19 | 28 | 48 | -20 | 41  |
| 10. | Falkirk                 | 38 | 7  | 10 | 17 | 34 | 49 | -15 | 38  |
| 11. | Saint Mirren            | 38 | 8  | 10 | 16 | 29 | 46 | -17 | 37  |
| 12. | Inverness CT            | 38 | 10 | 5  | 19 | 34 | 53 | -19 | 37  |

 PJ = Partidos jugados; PG = Partidos ganados; PE = Partidos empatados; PP = Partidos perdidos;
GF = Goles anotados; GC = Goles recibidos; DG = Diferencia de gol; PTS = Puntos
- (A) : Ascendido la temporada anterior.

|  | Campeón y clasificado a Liga de Campeones de la UEFA 2009-10. |
|  | Clasificado a Liga de Campeones de la UEFA 2009-10.           |
|  | Clasificado a Liga Europea de la UEFA 2009-10.                |
|  | Desciende a Primera División de Escocia.                      |

## Máximos goleadores
| Pos. | Jugador           | Club          | Goles |
| ---- | ----------------- | ------------- | ----- |
| 1    | Kris Boyd         | Rangers       | 27    |
| 2    | Scott McDonald    | Celtic        | 16    |
| 3    | Georgios Samaras  | Celtic        | 15    |
| 4    | David Clarkson    | Motherwell    | 13    |
| 5    | Derek Riordan     | Hibernian     | 12    |
| 6    | Steven Fletcher   | Hibernian     | 11    |
| 7    | Andy Dorman       | Saint Mirren  | 10    |
| 7    | Kenny Miller      | Rangers       | 10    |
| 7    | Lee Miller        | Aberdeen      | 10    |
| 7    | Francisco Sandaza | Dundee United | 10    |
| 7    | John Sutton       | Motherwell    | 10    |

actualizado: 24 de mayo de 2009, Fuente: BBC Sport Archivado el 6 de enero de 2009 en Wayback Machine.

## Primera División - First División
La Primera División 2008-09 fue ganada por el St Johnstone que accede a la máxima categoría, Clyde FC desciende a la Segunda División.
| Pos | Equipo               | PJ | PG | PE | PP | GF | GC | GA  | Pts |
| --- | -------------------- | -- | -- | -- | -- | -- | -- | --- | --- |
| 1.  | St Johnstone         | 36 | 17 | 14 | 5  | 55 | 35 | +20 | 65  |
| 2.  | Partick Thistle      | 36 | 16 | 7  | 13 | 39 | 35 | +4  | 55  |
| 3.  | Dunfermline Athletic | 36 | 14 | 9  | 13 | 51 | 43 | +8  | 51  |
| 4.  | Dundee FC            | 36 | 13 | 11 | 12 | 33 | 32 | +1  | 50  |
| 5.  | Queen of the South   | 36 | 12 | 11 | 13 | 57 | 50 | +7  | 47  |
| 6.  | Greenock Morton      | 36 | 12 | 11 | 13 | 40 | 40 | 0   | 47  |
| 7.  | Livingston           | 36 | 13 | 8  | 15 | 56 | 58 | −2  | 47  |
| 8.  | Ross County          | 36 | 13 | 8  | 15 | 42 | 46 | −4  | 47  |
| 9.  | Airdrie United       | 36 | 10 | 12 | 14 | 29 | 43 | −14 | 42  |
| 10. | Clyde                | 36 | 10 | 9  | 17 | 41 | 58 | −17 | 39  |